# Хіротама-Мару
Хіротама-Мару — транспортне судно, яке під час Другої світової війни брало участь у операціях японських збройних сил на Тихому океані.
Судно спорудили в 1939 році на верфі Kawaminami Kogyo K.K. Zosensho для компанії Tamai Shosen.
У грудні 1940-го «Хіротама-Мару» реквізували для потреб Імперського флоту Японії, після чого до 14 січня 1941-го його на верфі Uraga Dock переобладнали в канонерський човен, який отримав одну 76-мм гармату, один 25-мм зенітний автомат та два 13-мм зенітні кулемети, а також глибинні бомби. Корабель підпорядкували 5-й військово-морській базі зі складу Четвертого флоту, що базувався в Океанії, і з лютого 1940-го «Хіротама-Мару» ніс службу в цьому регіоні, а в жовтні 1941-го його включили до 7-го дивізіону канонерських човнів.
10 грудня 1941-го «Хіротама-Мару» в межах операції захоплення острова Гуам (південна частина Маріанського архіпелагу) випустив 18 снарядів. Після нетривалого спротиву гарнізон Гуаму капітулював.
До травня 1942-го корабель ніс службу на Маріанських островах, після чого був перекласифікований у військовий транспорт. У липні — серпні «Хіротама-Мару» пройшло певну модернізацію на верфі ВМФ у Йокосуці, а у вересні — жовтні пройшло до Південно-Східної Азії. Відомо, що тут судно здійснювало рейси по східній частині Нідерландської Ост-Індії з відвідуванням Сурабаї (головна база на сході острова Ява), Амбону (південна частина Молуккського архіпелагу), Кендарі (південно-східний півострів острова Сулавесі).
Вранці 14 лютого 1943-го «Хіротама-Мару» прямувало Макассарською протокою, де по ньому випустив дві торпеди американський підводний човен USS Trout. Одна з торпед пошкодила судно, яке все ж змогло відновити рух. Тоді субмарина спливла на поверхню та відкрила вогонь із палубної гармати, проте кулеметний вогонь у відповідь завдав поранень сімом членам екіпажу Trout. Нарешті, з Trout випустили ще одну торпеду, яка добила «Хіротама-Мару». Разом з транспортом загинуло 29 членів екіпажу.